# Acheri
Acheri, na mitologia hindu, é o espírito de uma menina que, à noite, desce as montanhas e colinas, trazendo doença ao povo, principalmente para as crianças. Acreditava-se que a única defesa contra esse espírito era amarrar uma fita vermelha ao redor do pescoço.